# リサ・マリー・バロン
リサ・マリー・バロン（Lisa Marie Varon、1971年2月10日 - ）はアメリカ合衆国のプロレスラー。カリフォルニア州サンバーナーディーノ出身。WWEではビクトリア（Victoria）、TNAでタラ（Tara）のリングネームで活動していた。

## 来歴
高校時代はチアリーディングや陸上競技などをしており、卒業後は医者になるためUCLAで生物学を学び、その後も他の大学で医学を学んだ。
卒業後、医療関係の仕事に就く傍ら、ジムのインストラクターやボディビルを行う。そこでトリー・ウィルソンやチャイナに勧められWWFに入団。契約後はファーム団体のUPWでトレーニングを続けた。

### WWF / WWE

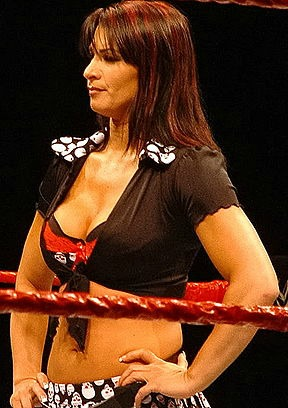
2006年11月、WWEでのビクトリア

2000年にザ・ゴッドファーザーの娼婦の一人としてデビュー。ザ・ゴッドファーザーがザ・グッドファーザーにギミック・チェンジして活動の場を失うと、WWFの下部組織MCWへ送られる。そこでリングネームをビクトリア（Victoria）と改名。その後OVWへと移り、バシャム・ブラザーズのマネージャーとして活動した。
2002年の7月にはサイコ系キャラのヒールとして再びWWEに登場。当時女子王者だったトリッシュ・ストラタスと抗争を開始し、11月のサバイバー・シリーズでトリッシュから王座を奪取。その後もトリッシュと抗争を続け、2003年のレッスルマニア19でトリッシュに王座を奪われる。2004年2月にはモーリー・ホーリーを倒し、再び女子王者となった。
3月のレッスルマニア20でモーリーとヘアーvsタイトル・マッチ形式の女子王座戦を行い、王座防衛に成功し、モーリーを丸坊主にする。しかし、6月のバッド・ブラッドでは再びトリッシュに王座を奪われた。以降はトリー・ウィルソン、キャンディス・ミシェルと共に活動していたが、仲違いし対立。その後ミッキー・ジェームスを味方につけ、トリー、トリッシュなどと抗争した。
2007年のドラフトによりスマックダウンへ移籍。移籍後はケニー・ダイクストラと組み、ジミー・ワン・ヤン&トリー・ウィルソンやチャック・パルンボ&ミシェル・マクールと争う。
2008年4月からナタリヤと共闘し、ミシェル・マクール、チェリーと抗争を開始。以降もヒールとして活動し、2009年1月のミシェル・マクール戦を最後にWWEを退団した。

### TNA
WWE退団後はプロレスから離れ格闘家へ転向するという噂があったが、2009年4月のレッスルマニア25のディーヴァ・バトルロイヤルに出場し、退団前と変わらぬ動きを見せる。5月にはTNAと契約し、29日にデビュー。デビュー後はリングネームをタラ（Tara）とし、ベビーフェイスとして活動。7月にはアンジェリーナ・ラブからTNA女子王座を奪取した。
2013年7月13日、TNAから解雇となった。

### ROH
2013年10月26日、ROHデビュー。

## 得意技

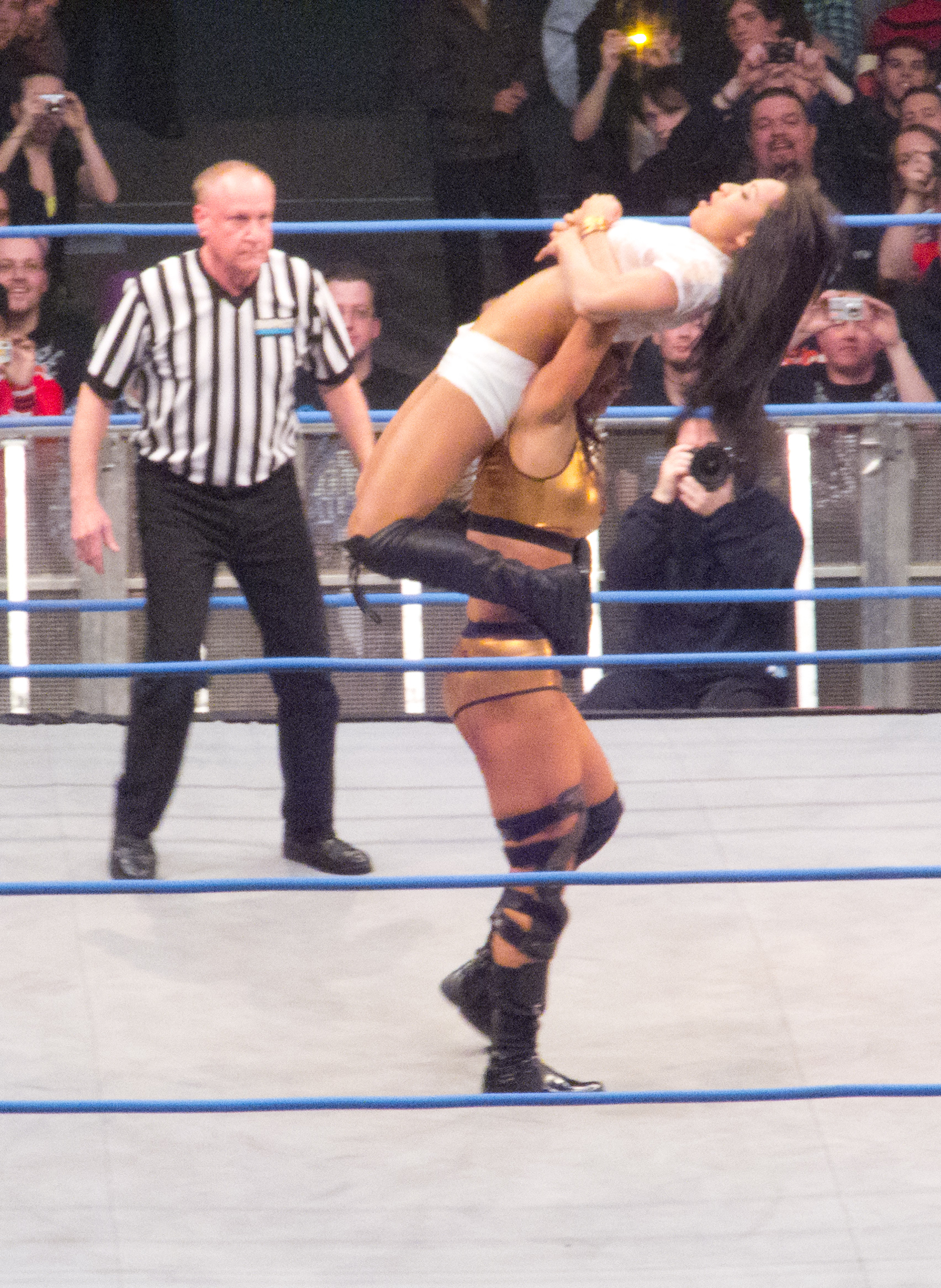
ウィドウズ・ピーク

### フィニッシュ・ホールド
ウィドウズ・ピーク（Widows Peak）
相手をカナディアンバックブリーカーの体勢で右肩に担ぎ上げ、両足を自らの両腿に引っ掛けて両手で首を固定し、そのままシットダウンして首を破壊する変形ネックブリーカー。

### その他得意技
スパイダーズ・ウェブ（Spider's Web）
ファイヤーマンズキャリー又は、アルゼンチンバックブリーカーの体勢で相手を持ち上げてそこから横方向に回転させて、サイドスラムで叩き落とす技。
ムーンサルト・プレス
スーパーキック

## 獲得タイトル
WWE
WWE女子王座 : 2回
TNA
TNA女子王座 : 5回
TNAノックアウト・タッグチーム王座 : 1回

## 入場曲
- All the Things She Saidのアレンジバージョン（t.A.T.u.）
- Don't Mess With
- Broken - 現在使用中

## 逸話
- WWE在籍時からサイドビジネスを初め、2008年にはカスタムカーショップ「ブラック・ウィドウカスタムズ」をオープンする。
- 両親が結婚したのが日本であることから日本の文化などにもかなり詳しい。